# Клем-Лейкс (Вісконсин)
Клем-Лейкс (англ. Clam Lake) — переписна місцевість (CDP) в США, в окрузі Ешленд штату Вісконсин. Населення — 36 осіб (2020).

## Географія
Клем-Лейкс розташований за координатами 46°9′42″ пн. ш. 90°54′21″ зх. д. / 46.16167° пн. ш. 90.90583° зх. д. (46.161689, -90.905713).  За даними Бюро перепису населення США в 2010 році переписна місцевість мала площу 1,65 км², з яких 0,96 км² — суходіл та 0,69 км² — водойми. В 2017 році площа становила 1,73 км², з яких 1,04 км² — суходіл та 0,69 км² — водойми.

## Демографія
Згідно з переписом 2010 року, у переписній місцевості мешкало 37 осіб у 21 домогосподарстві у складі 15 родин. Густота населення становила 22 особи/км².  Було 69 помешкань (42/км²).
Расовий склад населення:
| - 97,3 % — білих |

До двох чи більше рас належало 2,7 %. Частка іспаномовних становила 0,0 % від усіх жителів.
За віковим діапазоном населення розподілялося таким чином: 0,0 % — особи молодші 18 років, 75,7 % — особи у віці 18—64 років, 24,3 % — особи у віці 65 років та старші. Медіана віку мешканця становила 63,1 року. На 100 осіб жіночої статі у переписній місцевості припадало 105,6 чоловіків;  на 100 жінок у віці від 18 років та старших — 105,6 чоловіків також старших 18 років.
Цивільне працевлаштоване населення становило 15 осіб. Основні галузі зайнятості: мистецтво, розваги та відпочинок — 33,3 %, освіта, охорона здоров'я та соціальна допомога — 26,7 %, роздрібна торгівля — 13,3 %, науковці, спеціалісти, менеджери — 13,3 %.